# トニ・コレット
トニ・コレット（Toni Collette, 1972年11月1日 - ）は、オーストラリアの女優、ミュージシャン。

## 生い立ち
ニューサウスウェールズ州ブラックタウン出身。父親のボブはトラックの運転手。ベンとクリストファーという弟がいる。オーストラリア国立演劇学院を卒業後、1991年に映画デビュー。

## キャリア
1994年の『ミュリエルの結婚』では、太目の主人公を演じるために体重を18キロ増やしたという。この作品でオーストラリア映画協会賞主演女優賞を受賞、ゴールデングローブ賞 主演女優賞 (ミュージカル・コメディ部門)にノミネートされた。その後ハリウッドに進出し、1999年の『シックス・センス』ではアカデミー助演女優賞にノミネートされた。
舞台にも立ち、2000年の『ワイルド・パーティ』の演技でトニー賞にノミネートされた。2009年放送のテレビシリーズ『ユナイテッド・ステイツ・オブ・タラ』の演技でプライムタイム・エミー賞主演女優賞（コメディシリーズ部門）を受賞した。
俳優以外の活動では、2006年には初アルバム『Beautiful Awkward Pictures』を発表し、ツアーも行った。
ホラー映画『ヘレディタリー/継承』での演技は高く評価され、『ローリング・ストーン』のピーター・トラヴァースは「キャリアの集大成とも言うべき演技を披露したコレットは、アニーの肉体と精神の分離へと観客を没入させ、観客に残っている度胸の類いの一切を破壊する。コレットの一世一代の演技は一晩寝たくらいでは忘れ去ることができないほどの刺激に満ちあふれている。もっとも、忘れ去ろうとする前に、観客は全身の血が沸き立たんばかりに叫び出すだろうが。」と評している。

## 私生活
2003年にオーストラリアのミュージシャン（Dave Galafassi）と結婚。2008年1月9日に第一子となる女児を出産。2011年には息子が生まれている。アイルランドとオーストラリアにそれぞれ家を持つ。

## 出演作品

### 映画
| 年   | 日本語題 原題                                                            | 役名                           | 備考                 | 吹き替え                                                               |
| ---- | ------------------------------------------------------------------------ | ------------------------------ | -------------------- | ---------------------------------------------------------------------- |
| 1991 | スポッツウッド・クラブ Spotswood                                         | ウェンディ・ロビンソン         |                      | 泉久実子                                                               |
| 1994 | ミュリエルの結婚 Muriel's Wedding                                        | ミュリエル                     |                      | 井上喜久子（VHS版）                                                    |
| 1996 | ハーモニー Cosi                                                          | ジュリー                       |                      |                                                                        |
| 1996 | ハッピィブルー The Pallbearer                                            | シンシア                       |                      | 沢海陽子                                                               |
| 1996 | Emma エマ Emma                                                           | ハリエット                     |                      | 木村はるか（Netflix版）                                                |
| 1998 | DOWN UNDER BOYS The Boys                                                 | ミシェル                       |                      |                                                                        |
| 1998 | ベルベット・ゴールドマイン Velvet Goldmine                               | マンディ・スレード             |                      | 沢海陽子                                                               |
| 1999 | 8 1/2の女たち 8 1/2 Women                                                | グリゼルダ                     |                      |                                                                        |
| 1999 | シックス・センス The Sixth Sense                                         | リン・シアー                   |                      | 勝生真沙子（ソフト版） 堀越真己（日本テレビ版） 駒塚由衣（機内上映版） |
| 2000 | シャフト Shaft                                                           | ダイアン・パルミエリ           |                      | 佐藤しのぶ                                                             |
| 2000 | ホテル・スプレンディッド Hotel Splendide                                 | キャス                         |                      | 日野由利加                                                             |
| 2001 | ディナー・ウィズ・フレンズ Dinner with Friends                           | ベス                           |                      |                                                                        |
| 2002 | チェンジング・レーン Changing Lanes                                      | ミシェル                       |                      | 佐藤しのぶ                                                             |
| 2002 | アバウト・ア・ボーイ About a Boy                                         | フィオナ                       |                      | 唐沢潤                                                                 |
| 2002 | めぐりあう時間たち The Hours                                             | キティ・バーロウ               |                      |                                                                        |
| 2003 | ジャパニーズ・ストーリー Japanese Story                                  | サンディ・エドワーズ           |                      | （吹き替え版なし）                                                     |
| 2004 | コニー&カーラ Connie and Carla                                           | カーラ                         |                      |                                                                        |
| 2004 | ラスト・ショット The Last Shot                                           | エミリー・フレンチ             |                      |                                                                        |
| 2005 | イン・ハー・シューズ In Her Shoes                                        | ローズ・フェラー               |                      | 坪井木の実                                                             |
| 2006 | リトル・ミス・サンシャイン Little Miss Sunshine                          | シェリル・フーヴァー           |                      | 田中敦子                                                               |
| 2006 | ザ・デンジャラス・マインド Like Minds                                    | サリー                         | 兼製作総指揮         | （吹き替え版なし）                                                     |
| 2007 | いつか眠りにつく前に Evening                                             | ニナ                           |                      | 唐沢潤                                                                 |
| 2009 | メアリー & マックス Mary and Max                                         | メアリー・デイジー・ディンクル | 声の出演             | 平岩紙                                                                 |
| 2011 | ヘンリー・アンド・ザ・ファミリー Jesus Henry Christ                      | パトリシア・ハーマン           |                      | 塩田朋子                                                               |
| 2011 | フライトナイト/恐怖の夜 Fright Night                                     | ジュディ・ブリュースター       |                      | 田中敦子                                                               |
| 2012 | ヒッチコック Hitchcock                                                   | ペギー・ロバートソン           |                      | 唐沢潤                                                                 |
| 2013 | プールサイド・デイズ The Way Way Back                                    | パム                           |                      | 深見梨加                                                               |
| 2013 | おとなの恋には嘘がある Enough Said                                       | サラ                           |                      | 引田有美                                                               |
| 2014 | 幸せになるための5秒間 A Long way Down                                    | モーリン                       |                      | （吹き替え版なし）                                                     |
| 2014 | しあわせはどこにある Hector and the Search for Happiness                 | アグネス                       |                      | 夏川朋子                                                               |
| 2014 | ボックストロール The Boxtrolls                                           | シンシア・ポートリー・リンド   | 声の出演             | よのひかり                                                             |
| 2015 | マイ・ベスト・フレンド Miss You Already                                  | ミリー                         |                      | 深見梨加                                                               |
| 2015 | クランプス 魔物の儀式 Krampus                                            | サラ                           |                      |                                                                        |
| 2016 | アンダーカバー Imperium                                                  | アンジェラ・ザンパーロ         |                      | （吹き替え版なし）                                                     |
| 2017 | トリプルX:再起動 xXx: Return of Xander Cage                              | ジェーン・マルケ               |                      | 深見梨加                                                               |
| 2017 | ママたちのパーティーナイト Fun Mom Dinner                                | ケイト                         |                      | 深見梨加                                                               |
| 2017 | アンロック/陰謀のコード Unlocked                                         | エミリー・ノウルズ             |                      | 深見梨加                                                               |
| 2017 | マダムのおかしな晩餐会 Madame                                            | アン・フレデリックス           |                      | （吹き替え版なし）                                                     |
| 2017 | 500ページの夢の束 Please Stand By                                        | スコッティ                     |                      | （吹き替え版なし）                                                     |
| 2018 | ヘレディタリー/継承 Hereditary                                           | アニー・グラハム               | 兼製作総指揮         | 藤貴子                                                                 |
| 2018 | ハーツ・ビート・ラウド たびだちのうた Hearts Beat Loud                   | レスリー                       |                      | 山本留里佳                                                             |
| 2018 | 立派なこどもの育てかた Birthmarked                                       | キャサリン                     |                      | （吹き替え版なし）                                                     |
| 2019 | ベルベット・バズソー: 血塗られたギャラリー Velvet Buzzsaw                | グレッチェン                   |                      | 安藤麻吹                                                               |
| 2019 | ナイブズ・アウト/名探偵と刃の館の秘密 Knives Out                         | ジョニ・スロンビー             |                      | 田中敦子                                                               |
| 2020 | ドリーム・ホース Dream Horse                                             | ジャン・ヴォークス             |                      | （吹き替え版なし）                                                     |
| 2021 | 密航者 Stowaway                                                          | マリーナ・バーネット           |                      | 齋藤恵理                                                               |
| 2021 | ナイトメア・アリー Nightmare Alley                                       | ズィーナ・クルンバイン         |                      | 藤貴子                                                                 |
| 2023 | Mafia Mamma                                                              | クリスティーン                 | 兼製作               | N/A                                                                    |
| 2023 | ルビー・ギルマン、ティーンエイジ・クラーケン Ruby Gillman,Teenage Kraken | アガサ・ギルマン               | 声の出演             | 小林さやか                                                             |
| 2024 | 陪審員2番 Juror #2                                                       | フェイス・キルブルー           |                      | （吹き替え版なし）                                                     |
| 2025 | ミッキー17 Mickey 17                                                     | イルファ・マーシャル           |                      | 朴璐美                                                                 |
| TBA  | Under the Stars                                                          |                                | ポストプロダクション |                                                                        |

### テレビシリーズ
| 年        | 日本語題 原題                                            | 役名                       | 備考 | 吹き替え   |
| --------- | -------------------------------------------------------- | -------------------------- | --- | ---------- |
| 2006      | TSUNAMI 津波 Tsunami: The Aftermath                      | キャシー・グラハム         | ミニシリーズ |            |
| 2009-2011 | ユナイテッド・ステイツ・オブ・タラ United States of Tara | タラ・グレッグソン         | 計36話出演 ゴールデングローブ賞女優賞（コメディ/ミュージカル部門）受賞 プライムタイム・エミー賞女優賞（コメディ部門）受賞 |            |
| 2013-2014 | HOSTAGES ホステージ Hostages                             | エレン・サンダース         | 計15話出演 | 安藤麻吹   |
| 2018      | ワンダーラスト: 幸せになるためのセラピー Wanderlust      | ジョイ・リチャーズ         | 計6話出演 |            |
| 2019      | アンビリーバブル たった1つの真実 Unbelievable            | グレース・ラスムッセン     | ミニシリーズ | 野沢由香里 |
| 2022      | ザ・ステアケース -偽りだらけの真実- The Staircase        | キャスリーン・ピーターソン | ミニシリーズ | 本田貴子   |
| 2023      | パワー The Power                                         | マーゴット                 | メインキャスト | 藤貴子     |

## 参照
1. ↑  Toni Collette Biography – Yahoo! Movies
2. ↑  PETER TRAVERS (2018年6月5日). “'Hereditary' Movie Review: Welcome to the Scariest Movie of 2018” (英語). ローリング・ストーン. 2021年2月6日閲覧。
3. ↑  Tan, Michelle (2008年1月10日). “Toni Collette Has a Girl – Babies”. People 2011年5月17日閲覧。
4. ↑  Chi, Paul; Jordan, Julie (2011年4月25日). “Toni Collette Is a Mom – Again!”. People 2011年5月17日閲覧。